# Vital Koetoezaw
Vital Oeladzimiravitsj Koetoezaw (Wit-Russisch: Віталь Уладзіміравіч Кутузаў) (Pinsk, 20 maart 1980) is een Wit-Russisch voormalig voetballer. Na een aantal jaren in eigen land te hebben gespeeld, onder andere bij FK BATE Borisov vertrok Koetoezaw in 2001 naar AC Milan. Hij wist geen vaste plaats in het eerste elftal te veroveren en werd vervolgens uitgeleend aan Sporting Lissabon en Avellino. In 2004 stapte hij over naar Sampdoria en twee jaar later naar Parma. Vervolgens speelde hij nog enkele jaren bij Pisa en sloot zijn loopbaan in 2012 af bij AS Bari. Hij kwam ruim 50 keer uit voor het nationaal elftal van Wit-Rusland.